# VTV – Bài hát tôi yêu
VTV – Bài hát tôi yêu là chương trình truyền hình âm nhạc dưới hình thức một cuộc thi sản xuất video âm nhạc dành cho các ca sĩ, nhạc sĩ và đội ngũ sản xuất. VTV – Bài hát tôi yêu lần đầu tiên diễn ra từ tháng 4 đến tháng 9 năm 2002. Chương trình do Đài Truyền hình Việt Nam sáng lập và Đông Tây Promotion sản xuất. Lễ trao giải được tổ chức ngày 26 tháng 9 năm 2002, tại Nhà hát Hoà Bình, Thành phố Hồ Chí Minh và được truyền hình trực tiếp trên kênh VTV3 của Đài Truyền hình Việt Nam.

## Sản xuất
Sau cuộc thi đầu tiên vào năm 2002, VTV – Bài hát tôi yêu còn được tổ chức thêm hai lần nữa vào năm 2003 và 2004, sau đó chương trình bị dừng sản xuất cho đến năm 2016.
- VTV – Bài hát tôi yêu lần thứ 2
- VTV – Bài hát tôi yêu lần thứ 3
- VTV – Bài hát tôi yêu 2016
- VTV – Bài hát tôi yêu 2018
- VTV – Bài hát tôi yêu 2020

## Thể lệ
Có 40 video ca khúc được ban tổ chức lựa chọn để dựng thành video. Sau vòng đầu tiên, 20 video được khán giả bình chọn nhiều nhất được chiếu trong vòng thứ hai; vòng thứ ba - cũng là vòng cuối cùng - sẽ chỉ còn lại 10 video. Vòng cuối cùng sẽ chọn ra 5 video được bình chọn cao nhất cùng với các giải thưởng cá nhân.

## Các video đề cử
Danh sách này không đầy đủ, bạn cũng có thể giúp mở rộng danh sách.
| Tuần 1              | Tuần 1        | Tuần 1     | Tuần 1          | Tuần 1      | Tuần 1      |
| Ca khúc             | Thể hiện      | Sáng tác   | Đạo diễn        | Quay phim   | Chú thich   |
| ------------------- | ------------- | ---------- | --------------- | ----------- | ----------- |
| "Ngày không mưa"    | Hồng Nhung    | Quốc Trung |                 |             | [ 4 ] [ 3 ] |
| "Tình thơ"          | Đàm Vĩnh Hưng | Hoài An    | Phan Điền       | Phan Điền   | [ 4 ] [ 3 ] |
| "Và cơn mưa tới"    | Mỹ Lệ         | Bảo Chấn   | Phạm Hoàng Nam  | Chiển Chiêu | [ 4 ] [ 3 ] |
| "Nhé anh"           | Mỹ Tâm        | Nguyễn Hà  | Huỳnh Phúc Điền | Nguyễn Nam  | [ 4 ] [ 3 ] |
| "Bay vào ngày xanh" | nhóm Con Gái  | Dương Thụ  |                 |             | [ 4 ] [ 3 ] |

| Tuần 5                  | Tuần 5                | Tuần 5                         | Tuần 5          | Tuần 5         | Tuần 5    |
| Ca khúc                 | Thể hiện              | Sáng tác                       | Đạo diễn        | Quay phim      | Chú thích |
| ----------------------- | --------------------- | ------------------------------ | --------------- | -------------- | --------- |
| "Giấc mơ mong tìm thấy" | Cẩm Ly                | Vũ Quốc Việt                   | Quốc Đạt        | Việt Tân       |           |
| "Câu chuyện tình tôi"   | Hiền Thục             | Kim Tuấn                       | Phan Điền       | Phan Điền      |           |
| "Vô tình"               | Mát Ngọc              | Nguyễn Ngọc Thiện Đoàn Kim Chi | Phạm Hoàng Nam  | Đoàn Minh Tuấn |           |
| "3 ngọn nến lung linh"  | Phương Thảo - Ngọc Lễ | Ngọc Lễ                        | Huỳnh Phúc Điền | Nguyễn Nam     |           |
| "Cây si"                | Võ Thu Hà             | Dzõan Bình                     | Lê Phúc         | Phan Long      |           |

| Ca khúc                  | Thể hiện               | Sáng tác       | Đạo diễn        | Quay phim       | Chú thích   |
| ------------------------ | ---------------------- | -------------- | --------------- | --------------- | ----------- |
| "Phiêu du"               | Đan Trường             | Trần Minh Phi  | Cảnh Đôn        |                 | [ 5 ]       |
| "Ngày xưa ơi"            | Nhóm Tik Tik Tak       | Yến Dung       | Phạm Việt Thanh | Trần Huy Hoan   | [ 3 ]       |
| "Tình mãi xanh"          | Mỹ Tâm                 | Bảo Phúc       |                 |                 | [ 6 ] [ 3 ] |
| "Yêu em"                 | Hồng Nhung             | Trung Kiên     |                 |                 | [ 6 ] [ 3 ] |
| "Họa mi hót trong mưa"   | Hồng Nhung             | Dương Thụ      | Phạm Hoàng Nam  | Đoàn Minh Tuấn  | [ 6 ] [ 3 ] |
| "Ngày không mưa"         | Hồng Nhung             | Quốc Trung     |                 |                 | [ 6 ] [ 3 ] |
| "Cõi mơ dịu êm"          | Minh Quân              | Tường Văn      | Phạm Việt Thanh | Nguyễn Đức Việt | [ 7 ]       |
| "Nếu phải xa nhau"       | Minh Quân              | Xuân Phương    | Nguyễn Việt Tú  | Phạm Quang Minh | [ 7 ]       |
| "Ngủ ngoan nhé ngày xưa" | Thu Phương             | Trần Quang Lộc | Nguyễn Việt Tú  |                 | [ 7 ]       |
| "Khúc xuân"              | Thu Phương - Quang Huy |                | Nguyễn Việt Tú  |                 | [ 7 ]       |
| "Mùa thu trắng"          | Trần Thu Hà            |                | Nguyễn Việt Tú  |                 | [ 7 ]       |
| "Tình ca muôn đời"       | Đoan Trang             | Võ Thiện Thanh | Đoàn Minh Tuấn  | Đoàn Minh Tuấn  |             |
| "Như là tình yêu"        | MTV                    | Tuấn Khanh     |                 |                 |             |
| "Nếu như"                | Phương Thanh           | Đức Trí        | Huỳnh Phúc Điền |                 |             |

## Kết quả

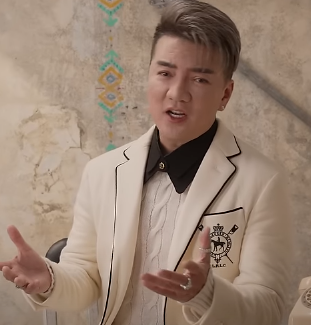
Đàm Vĩnh Hưng

Chương trình nhận về 18.000 phiếu bình chọn cho các hạng mục.

### Giải đặc biệt

Thu Phương

MV ''Tình thơ'' - đạo diễn và quay phim Phan Điền, thể hiện bởi Đàm Vĩnh Hưng.

### 5 video được yêu thích

Nhạc sĩ Xuân Phương

| TOP | Ca khúc                  | Thể hiện         | Nhạc sĩ        | Chú thích   |
| --- | ------------------------ | ---------------- | -------------- | ----------- |
| 5   | "Ngày xưa ơi"            | Nhóm Tik Tik Tak | Yến Dung       | [ 1 ] [ 3 ] |
| 5   | "Nhé anh"                | Mỹ Tâm           | Nguyễn Hà      | [ 1 ] [ 3 ] |
| 5   | "Và cơn mưa tới"         | Mỹ Lệ            | Bảo Chấn       | [ 1 ] [ 3 ] |
| 5   | "Phiêu du"               | Đan Trường       | Trần Minh Phi  | [ 1 ] [ 3 ] |
| 5   | "Nếu phải xa nhau"       | Minh Quân        | Xuân Phương    | [ 7 ] [ 3 ] |
| 10  | "Họa mi hót trong mưa"   | Hồng Nhung       | Dương Thụ      | [ 8 ]       |
| 10  | "Ngày không mưa"         | Hồng Nhung       | Quốc Trung     | [ 8 ]       |
| 10  | "Ngủ ngoan nhé ngày xưa" | Thu Phương       | Trần Quang Lộc | [ 8 ]       |
| 10  | "Giấc mơ mong tìm thấy"  | Cẩm Ly           | Vũ Quốc Việt   | [ 8 ]       |
| 10  | "Tình thơ"               | Đàm Vĩnh Hưng    | Hoài An        | [ 8 ]       |

### 10 ca sĩ và 10 nhạc sĩ được yêu thích
| Ca sĩ            | Nhạc sĩ        |
| ---------------- | -------------- |
| Thanh Lam        | Bảo Chấn       |
| Mỹ Linh          | Dương Thụ      |
| Thu Phương       | Hoài An        |
| Mỹ Tâm           | Nguyễn Hà      |
| Đan Trường       | Quốc Trung     |
| Hồng Nhung       | Vũ Quốc Việt   |
| Minh Quân        | Yến Dung       |
| Mỹ Lệ            | Trần Minh Phi  |
| Nhóm Tik Tik Tak | Trần Quang Lộc |
| Phương Thanh     | Xuân Phương    |

Các MV giành được giải ở cả 3 hạng mục:
- "Nhé anh" (nhạc sĩ Nguyễn Hà - ca sĩ Mỹ Tâm - đạo diễn Huỳnh Phúc Điền)
- "Và cơn mưa tới" (nhạc sĩ Bảo Chấn - ca sĩ Mỹ Lệ - đạo diễn Phạm Hoàng Nam)
- "Ngày xưa ơi" (nhạc sĩ Yến Dung - nhóm Tik Tik Tak - đạo diễn Phạm Việt Thanh)

Ca sĩ Phương Thanh đã từ chối nhận giải thưởng hai ngày trước lễ trao giải vì cho rằng một cuộc bình chọn nên có thứ hạng rõ ràng, còn nếu đồng hạng thì nên sắp xếp danh sách theo trình tự người lớn trước; tên của cô ở vị trí thứ 9 trong danh sách nhận giải. Nữ ca sĩ cũng cho rằng ban tổ chức đưa cô vào danh sách đạt giải "chỉ để cho có". Mặc dù vậy, tên của cô vẫn được xướng lên tại lễ trao giải.